# Laurenz Hoorelbeke
Laurenz Hoorelbeke (8 april 1988) is een Vlaamse (musical)acteur. Hij studeerde in 2010 af aan het Koninklijk Conservatorium Brussel, afdeling musical.
Hoorelbeke begon zijn carrière in het kinderensemble van de Studio 100 musical Pinokkio. Na zijn opleiding volgden een heel aantal ensemblerollen en in 2013 zijn eerste hoofdrol als Meneer ‘t Prinske in Assepoester, het tamelijk ware verhaal, de musical van Stany Crets. 
Naast musicalwerk heeft Hoorelbeke ook deel uitgemaakt van de groep Jeenz, waarmee hij in 2004 het Levenslijnlied Zichtbaar uitbracht (een Nederlandstalige cover van Robbie Williams’ Let Me Entertain You). Daarna heeft hij ook een tijd deel uitgemaakt van de groep Rm'nY.
In 2019 sprak Hoorelbeke de stem  in van Timon in de film The Lion King uit 2019. Dezelfde rol sprak hij opnieuw in voor de korte film Once Upon a Studio uit 2023 en de film Mufasa: The Lion King uit 2024.
Ondertussen heeft Hoorelbeke ook zijn eerste filmrol gekregen, in Lee & Cindy C., een film van Stany Crets.
In de zomer van 2023 kreeg de acteur de diagnose van HIV en CMV.

## Theater
| Titel                                  | Rol                                                                  | Soort theater | Producent                                            | Jaar      |
| -------------------------------------- | -------------------------------------------------------------------- | ------------- | ---------------------------------------------------- | --------- |
| Sneeuwwitje                            | Floris                                                               | musical       | Deep Bridge                                          | 2020      |
| Assepoester                            | Titus (slechte fee)                                                  | musical       | Deep Bridge                                          | 2019      |
| Jekyll & Hyde                          | Dr. Jekyll & Mr. Hyde                                                | musical       | Koninklijk Conservatorium Brussel                    | 2018      |
| Doornroosje                            | Titus (slechte fee)                                                  | musical       | Deep Bridge                                          | 2018      |
| The Rocky Horror Show                  | Dr. Frank 'n furter                                                  | musical       | Deep Bridge                                          | 2017-2018 |
| Jaak en de bonenstaak                  |                                                                      | muziektheater | Uitgezonderd Theater                                 | 2015      |
| Lelies                                 | Barones De Huë / Cipier / US Vallier de Tilly / US Simon Doucet 1912 | musical       | Judas Theaterproducties                              | 2015      |
| Contest of the Best                    | o.a. Johnny Logan                                                    | zomershow     | Little Grey Men                                      | 2014      |
| Doornroosje                            | Titus (slechte fee)                                                  | musical       | Van Hoorne Theaterproducties                         | 2014      |
| Assepoester, het tamelijk ware verhaal | Meneer ‘t Prinske                                                    | musical       | Musical van Vlaanderen                               | 2013      |
| Josephine B.                           | Jacques Abtey / Ensemble                                             | musical       | Judas Theaterproducties                              | 2013      |
| De Producers                           | Bryan / Rolf / Ensemble                                              | musical       | Musical van Vlaanderen                               | 2012      |
| Shrek                                  | Ensemble                                                             | musical       | Albert Verlinde Entertainment                        | 2012      |
| Ben X                                  | Agent 2 / US Agent 1 / US Michiel / US Leraren                       | musical       | Musical van Vlaanderen                               | 2012      |
| I love Musical II                      | Diverse rollen                                                       | musical       | Tros                                                 | 2012      |
| Spamalot                               | Ensemble                                                             | musical       | Musical van Vlaanderen (BE) & V&V Entertainment (NL) | 2011      |
| Lelies                                 | Barones De Huë / Cipier / US Vallier de Tilly / US Simon Doucet 1912 | musical       | Judas Theaterproducties                              | 2011      |
| Oliver!                                | Ensemble                                                             | musical       | Musical van Vlaanderen                               | 2010      |
| Into the Woods                         |                                                                      | musical       | Koninklijk Conservatorium Brussel                    | 2010      |
| Lucky Stiff                            |                                                                      | musical       | Koninklijk Conservatorium Brussel                    | 2010      |
| Coming Out                             |                                                                      | musical       | Koninklijk Conservatorium Brussel                    | 2009      |
| Little Shop of Horrors                 |                                                                      | musical       | Koninklijk Conservatorium Brussel                    | 2009      |
| Les Liaisons Dangereuses               |                                                                      | musical       | Koninklijk Conservatorium Brussel                    | 2009      |
| Rent                                   |                                                                      | musical       | Koninklijk Conservatorium Brussel                    | 2008      |
| Pinokkio                               | kinderensemble                                                       | musical       | Studio 100                                           | 2000      |

1. ↑  Assepoester, de tamelijk grote hetze, De Morgen, 14 juni 2013, Sarah Theerlynck
2. ↑  Jeenz debuteert met Levenslijn-lied "Zichtbaar", Het Laatste Nieuws, 25 juni 2004, Stijn Vanderhaeghe